# Obsjtina Kjustendil
obsjtina Kjustendil (bulgariska: Община Кюстендил) är en kommun i Bulgarien.   Den ligger i regionen Kjustendil, i den västra delen av landet, 70 km sydväst om huvudstaden Sofia.
obsjtina Kjustendil delas in i:
- Bagrentsi
- Bogoslov
- Gorna Grasjtitsa
- Gramazjdano
- Granitsa
- Gjuesjevo
- Dragovisjtitsa
- Zjabokrăt
- Zjilentsi
- Konjavo
- Kopilovtsi
- Lozno
- Nikolitjevtsi
- Piperkov tjiflik
- Razjdavitsa
- Slokosjtitsa
- Sovoljano
- Tavalitjevo
- Sjisjkovtsi
- Jabălkovo

Följande samhällen finns i obsjtina Kjustendil:
- Kjustendil
- Granitsa

Trakten runt obsjtina Kjustendil består till största delen av jordbruksmark. Runt obsjtina Kjustendil är det ganska glesbefolkat, med 24 invånare per kvadratkilometer.